# Glaukos von Karystos
Glaukos von Karystos war der Sohn des Demylos und einer der berühmtesten Athleten in der Antike. Aufgrund seiner Stärke und Größe von 2,15 Metern galt er als Nachfahre des Glaukos von Anthedon.
Glaukos war Bauer, und als sich bei der Feldarbeit die Pflugschar löste, befestigte er sie mit der bloßen Hand wieder. Sein Vater sah dies und beschloss, ihn zu den Olympischen Spielen zu schicken. Bei seinem ersten Kampf bei den 65. Olympischen Spielen (520 v. Chr.) war er im Faustkampf noch unerfahren. Zunächst wurde Glaukos von seinem Gegner stark verletzt, bevor er ihn mit einem Schlag zu Boden streckte und so den Wettkampf gewann. Des Weiteren soll er den Faustkampf zweimal bei den Pythischen Spielen, achtmal bei den Nemeischen Spielen und achtmal bei den Isthmischen Spielen gewonnen haben.
Unter Gelon von Syrakus wurde er als Tyrann von Kamarina eingesetzt, dann aber bei einer Revolte getötet. Sein Sohn Philon weihte ihm eine Statue, ein Werk des Glaukias von Aigina in Olympia.